# Борс

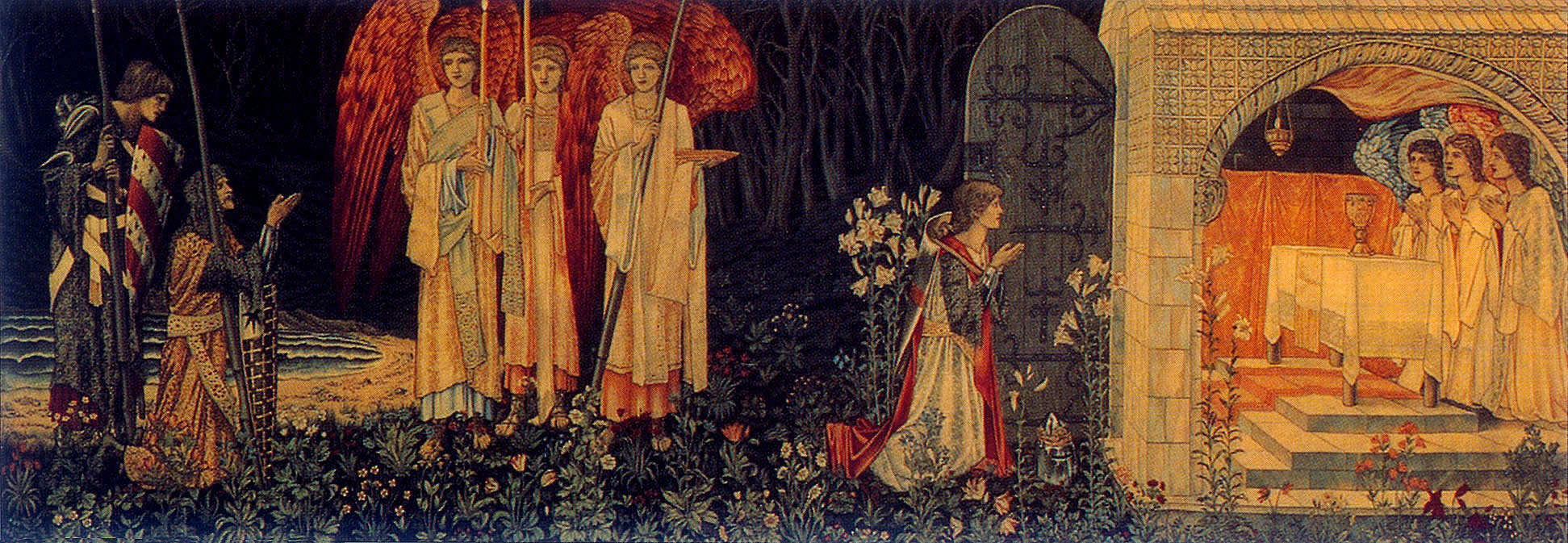
Галахэд, Борс Младший и Персиваль достигли Грааля

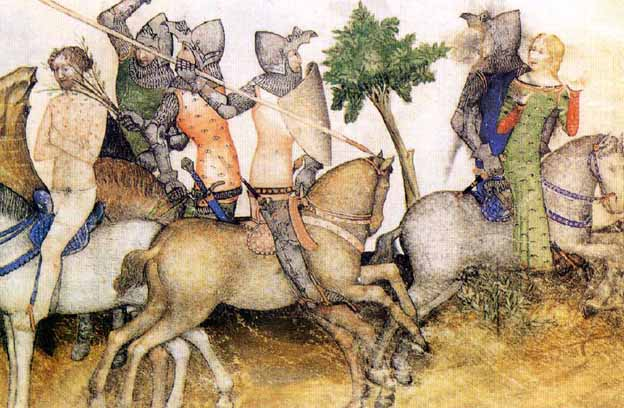
Борс должен выбрать между спасением брата и девушки

Борс — персонаж артуровского цикла, один из трех рыцарей (вместе с Персивалем и Галахадом), оказавшийся достойным того, чтобы найти Грааль, таким образом — один из лучших рыцарей Круглого Стола. Брат сэра Лионеля, сын Борса Старшего, короля Ганского (de Gaunnes или li Roys Boors de Gaunes, как в петербургском манускрипте «Роман о Тристане»). Борс Старший является братом Бана, короля Бенвика, и дядей Ланселота и Эктора де Мариса (Эктора Окраинного у Томаса Мэлори в «Смерти Артура»).
Борс описывался как один из лучших рыцарей Круглого стола, однако, настоящая слава приходит к нему во время поисков Грааля, когда он, наряду с Ланселотом, Галахадом и Персифалем, становится достойным лицезрения Грааля. Во время поисков он выказывает себя добродетельным рыцарем. Например, прекрасные дамы упрашивают Борса возлечь с ними, угрожая в противном случае покончить с собой, сбросившись со стен замка. Однако, Борс отказывается нарушить обет безбрачия. Спрыгнув со стены, дамы превращаются в демонов, которые приняли обличье девушек, чтобы сыграть на сострадании рыцаря. В другой легенде, Борс вынужден выбирать между спасением брата, сэра Лионеля, которого злодеи, вооружённые плетьми, гонят в одну сторону, и молодой девушки, похищенной злым рыцарем, который увозит её в другую сторону. Борс решает спасти девушку, но молится за спасение своего брата. Впоследствии, Лионелю удаётся сбежать от своих мучителей, и он пытается убить Борса, но Борс отказывается защищать свою жизнь, не желая поднимать оружие на брата. Сэр Калогренант и отшельник пытаются остановить Лионеля, однако Лионель убивает их. Но прежде, чем он успевает причинить Борсу вред, Бог поражает Лионеля огненным столпом. Борс, Галахад и Персифаль находят Святой Грааль и переносят его в Саррас, мистическое место на Ближнем Востоке. Галахад и Персиваль остаются в Саррасе, и только Борс возвращается обратно.

## В массовой культуре

### В кинематографе
- В фильме Король Артур (2004), Борса играет Рэй Уинстон